# Vilela do Tâmega
Vilela do Tâmega es una freguesia portuguesa situada en el municipio de Chaves. Según el censo de 2021, tiene una población de 353 habitantes.